# One George Street
El One George Street (en chino simplificado, 乔治街一号) es un rascacielos de 153 m (502 pies), 23 plantas. El edificio clase-Un rascacielos de edificio de la oficina en Raffles Place, Singapur. La torre de oficinas se sitúa en el sitio del ahora derribado Pidemco Centre y Hong Lim Park. Es propiedad de CapitaLand y ERGO, una empresa de seguros alemana. Construido por el precio de 191 millones de dólares, la construcción empezó en 2003 y fue oficialmente completada en 2005. Sus inquilinos importantes incluyen ERGO, Fitness First, Lloyd's of London y Wong Partnership.
La Alta Comisión de Canadá (embajada en miembros de la Commonwealth) actualmente ocupa el 11.º piso del edificio de oficinas.

## Arquitectura
El edificio comprende dos secciones verticales que se enlazaron por una espina de servicio central, con la estructura dividida en altas zonas. El edificio está supuesto para funcionar como una ciudad vertical contenida con "plugged-in" en zonas que oferta instalaciones recreativas y comerciales extendidas sobre varios pisos. El vestíbulo es de dos plantas para dejar que el parque sea visto desde el edificio. En el primer piso, el vestíbulo está diseñado con tres vainas de vidrio para cada una de las tres entradas de los núcleos de ascensores. Uno para el aparcamiento y pisos bajos, uno para los pisos medios y otro para los pisos altos de oficinas.
Los pisos superiores albergan instalaciones de oficinas o pisos comerciales, algunos pisos tienen ascensor privado. Hay cuatro jardines localizados en los pisos 5.º, 12.º, 15.º y 22.º del edificio, en respuesta a una iniciativa de la Autoridad de Redesarrollo Urbano y también para mostrar el concepto de verdor extendido. En el quinto piso, alberga restaurantes, un gimnasio, piscina, pista de jogging y unas cuantas oficinas. El jardín ocupa la mayoría del piso.
Los platos de piso del edificio son grandes y flexibles como tal en futuros lo será más fácil de acomodar cambios al edificio. Uno George Calle tiene un diseño de una caja metálica homogénea, debido a su aspecto desde el exterior y la fachada de acero. Su edificio tiene una pared de cortina de vidrio y su fachada proporciona exposición necessitates una segunda capa de persianas. Hay un espaciado distinto entre lamas de las persianas para ajustarse a la función de los espacios, como cubrir los pisos de aparcamiento automovilístico de la carretera principal, y más ancho para dejar vistas desde los pisos de oficinas.